# Audrey Lamy
Audrey Lamy (Alès, 19 gennaio 1981) è un'attrice e umorista francese.

## Biografia
Audrey Lamy è sorella di Alexandra Lamy, anche lei attrice, e cugina del politico François Lamy.

## Filmografia

### Cinema
- Au suivant ! regia di Jeanne Biras (2005)
- Brice de Nice regia di James Huth (2005)
- Parigi (Paris) regia di Cédric Klapisch (2008)
- Il truffacuori (L'Arnacœur) regia di Pascal Chaumeil (2010)
- Tout ce qui brille regia di Géraldine Nakache e Hervé Mimran (2010)
- Ma part du gâteau regia di Cédric Klapisch (2011)
- La Croisière regia di Pascale Pouzadoux (2011)
- Polisse regia di Maïwenn (2011)
- Les Adoptés regia di Mélanie Laurent (2011)
- Se sposti un posto a tavola (Plan de table) regia di Christelle Raynal (2012)
- Pauline détective regia di Marc Fitoussi (2012)
- Ce soir je vais tuer l'assassin de mon fils regia di Pierre Aknine (2013)
- La Bella e la Bestia regia di Christophe Gans (2014)
- Les souvenirs regia di Jean-Paul Rouve (2014)
- Les Nouvelles aventures d'Aladin (2015)
- Le talent de mes amis d'Alex Lutz (2015)
- Qui c'est les plus forts? regia di Charlotte de Turckheim (2015)
- Tout pour être heureux regia di Cyril Gelblat (2015)
- Le nuove avventure di Aladino (Les nouvelles aventures d'Aladin) regia di Arthur Benzaquen (2015)
- Simon et Théodore regia di Mikael Buch (2017)
- Le invisibili (Les Invisibles), regia di Louis-Julien Petit (2018)
- Ma reum regia di Frédéric Quiring (2018)
- Ribelli (Rebelles), diretto da Allan Mauduit (2019)

### Televisione
- Scènes de ménages serie tv (2009-2018)
- Scènes de ménages: Enfin en vacances, à la mer film tv (2015)
- Scènes de ménages: Enfin en vacances, à la campagne film tv (2016)
- Scènes de ménages: ça va être leur fête film tv (2017)
- Scènes de ménages: enfin à la montagne film tv (2017)

## Doppiatrici italiane
- Claudia Razzi in Se sposti un posto a tavola, La bella e la bestia
- Chiara Gioncardi in Le invisibili
- Greta Bonetti in Ribelli
- Chiara Colizzi in Sì, chef! La Brigade